# 579
579 (DLXXIX) fue un año común comenzado en sábado del calendario juliano, en vigor en aquella fecha.

## Acontecimientos
- Papado:Pelagio II sucede a Benedicto I.
- El rey visigodo Leovigildo casa a su hijo primogénito Hermenegildo con la princesa franca Ingunda, de 12 años, hija de los reyes de Austrasia: Sigeberto I y Brunequilda, y nieta, por tanto, de su mujer Gosvinta. La princesa católica viaja a la corte de Toledo y al pasar por Agda el obispo Fronimius le exhorta a no aceptar el “veneno arriano”. Este hecho llega a oídos de Leovigildo, que trata por todos los medios de expulsar al obispo de su sede. Ingunda (o Ingundis) llega a Toledo, donde su abuela la reina trata de persuadirla a que se convierta al arrianismo y se bautice de nuevo, mas Ingundis se niega. Gosvinta la golpea entonces, la derriba al suelo y le arrastra por los cabellos hasta hacerla sangrar. Al negarse la princesa a abjurar de su catolicismo, la reina ordena que sea desnudada y sumergida en un estanque lleno de peces, sin lograr su objetivo. Con el objeto de acabar con las disputas, Leovigildo aleja a Hermenegildo de la corte y le nombra dux de la fronteriza provincia de Bética, pasando este a residir en Sevilla, donde traba amistad con el monje Leandro (posiblemente ya obispo), hermano de Isidoro. A instancias de Leandro e Ingundis, Hermenegildo se convierte al catolicismo con el nombre de Juan. Semejante conversión supone una rebelión contra el rey Leovigildo, ya que el arrianismo es la religión oficial de los godos; el monarca trata de entrevistarse con su hijo, y le llama a Toledo al conocer su conversión, pero este, desconfiado, se niega.

## Fallecimientos
- 30 de julio: Benedicto I, papa.